# Angelo dell'Ovest
L'Angelo dell'Ovest è una scultura moderna realizzata in acciaio inossidabile dall'artista tedesco Julian Voss-Andreae nel 2008.
Si trova nella città di Jupiter, nello stato della Florida negli USA.
In riferimento alla scultura monumentale Angelo del Nord dello scultore inglese Antony Gormley, l'Angelo dell'Ovest è stato creato in base alla struttura di un anticorpo umano, resa nota dal biofisico filippino Eduardo Padlan, per il campus dello Scripps Research Institute in Florida.
L'anticorpo è posto all'interno di un cerchio a modello dell'Uomo vitruviano di Leonardo da Vinci, evidenziando le proporzioni simili dell'anticorpo e del corpo umano.